# Rotorua (Schiff, 1910)
Die Rotorua (I) war ein 1910 in Dienst gestelltes Passagierschiff der neuseeländischen Reederei New Zealand Shipping Company, das im Passagier- und Postverkehr zwischen Großbritannien und Neuseeland eingesetzt wurde. Am 22. März 1917 wurde die Rotorua im Ärmelkanal östlich von Start Point von einem deutschen U-Boot versenkt. Sie war das größte Schiff, das die New Zealand Shipping Company im Ersten Weltkrieg durch Feindeinwirkung verlor.

## Das Schiff

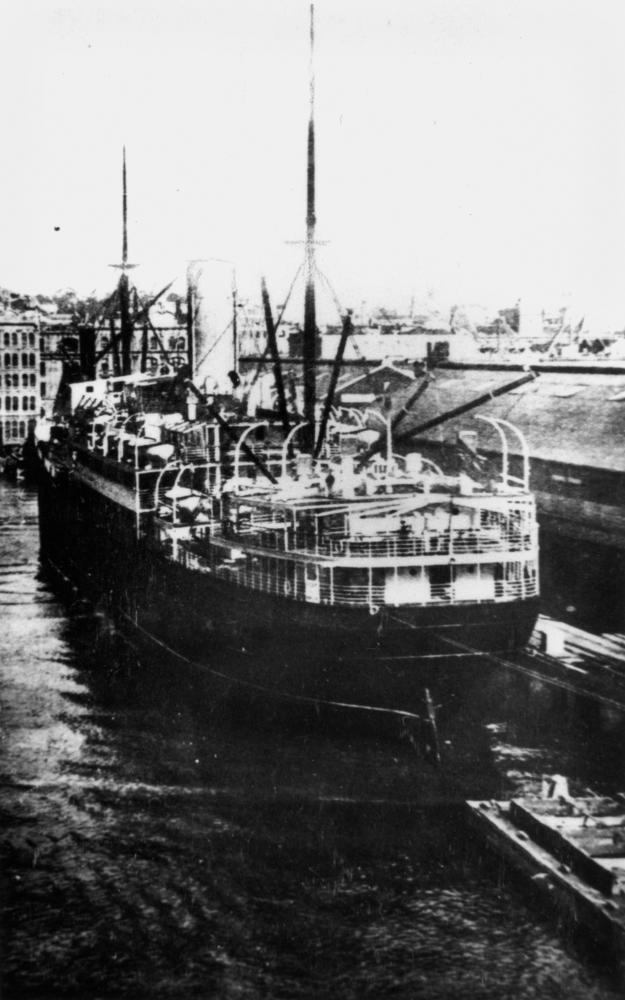
Die Rotorua (Heckansicht)

Das 11.130 BRT große Dampfschiff wurde auf der Werft William Denny and Brothers im schottischen Dumbarton gebaut. Die Rotorua war das bis dahin größte dort gebaute Schiff. Das 147,61 Meter lange und 19,02 Meter breite kombinierte Passagier- und Frachtschiff lief am 9. Juli 1910 vom Stapel. Der aus Stahl gebaute Dampfer hatte einen Schornstein, fünf Masten und einen Doppelpropeller und konnte eine Höchstgeschwindigkeit von 14 Knoten erreichen.
Die Rotorua war das Schwesterschiff der 1909 in Dienst gestellten Ruahine (II) (10.758 BRT) und der 1911 folgenden Remuera (I) (11.276 BRT), die wie sie für den Passagier- und Postverkehr nach Neuseeland und gelegentlich Australien gebaut wurden. Sie hatte jedoch mehr Passagierkapazität und andere Maschinen als die beiden Schwestern. Sie konnte 52 Reisende in der Ersten, 72 in der Zweiten, 156 in der Dritten Klasse und 280 weitere in der „Auswandererklasse“ unterbringen. Die Besatzung bestand aus 116 Personen. Das Schiff verfügte außerdem über Lagerräume für 17.000 Kisten gefrorenes Lammfleisch sowie Platz für 2030 Tonnen Kohle.
Angetrieben wurde das Schiff von zwei Sets von dreizylindrigen Dreifachexpansions-Dampfmaschinen, die auf drei Propeller liefen, wobei der mittlere davon von einer Parsons-Turbine angetrieben wurde. Die Gesamtleistung belief sich auf 5350 PSi. Bei den Probefahrten am 5. Oktober 1910 wurde eine Höchstgeschwindigkeit von 15,767 Knoten gemessen, womit das Schiff die Anforderungen der Reederei übertraf (die reguläre Reisegeschwindigkeit lag bei 14 Knoten).
Am 6. Oktober 1910 wurde die Rotorua registriert und am 27. Oktober 1910 lief sie in London zu ihrer Jungfernfahrt via Kapstadt nach Auckland und Wellington aus. Auf dieser Route blieb das Schiff bis in den Ersten Weltkrieg hinein. Zu den prominenten Passagieren, die die Rotorua in ihrer Dienstzeit an Bord hatte, gehörten unter anderem Sir Joseph Ward und William Massey. Im März 1912 versuchte die Rotorua erfolglos, den P&O-Dampfer Oceana ins Schlepptau zu nehmen, nachdem dieser bei Beachy Head mit der Pisagua kollidiert war. Im Frühjahr 1915 brachte die Rotorua das erste Kontingent neuseeländischer Army-Krankenschwestern nach Europa. Am 7. September 1916 ging das Schiff im Rahmen der Übernahme an die britische P&O über.

## Versenkung
Am Mittwoch, dem 21. März 1917 landete die Rotorua ihre Passagiere in Plymouth und legte am nächsten Tag von dort unter dem Kommando von Kapitän Sutcliffe  zur Weiterfahrt nach London ab. Das Schiff hatte am 1. Februar 1917 Wellington Richtung England verlassen. Zur Ladung gehörten hauptsächlich Lebensmittel wie Lamm- und Rindfleisch, Käse und Butter im Wert von insgesamt 400.000 Pfund Sterling. 24 Seemeilen östlich von Start Point an der Küste der Grafschaft Devon wurde das 13 Knoten machende Schiff am selben Tag gegen 17.45 Uhr von dem deutschen U-Boot UC 17 (Oberleutnant zur See Ralph Wenninger) torpediert. Die Rotorua sank innerhalb von 35 Minuten (Position 50.17N, 03.07W) mit dem Verlust eines Mannschaftsmitglieds, des 39-jährigen Stewards Daniel Henry Williams.
Die Rotorua war das größte von UC 17 versenkte Schiff sowie das größte Schiff, das die New Zealand Shipping Company im Ersten Weltkrieg verlor. Nach dem Krieg wurde ein von der Federal Line abgekauftes Schiff, die Shropshire, in Anlehnung an das verlorene Schiff in Rotorua (II) umbenannt.